# Капуцин-фавн
Капуцин-фавн, или апелла, или бурый черноголовый капуцин (лат. Sapajus apella), — вид приматов семейства цепкохвостых обезьян, обитающих в Южной Америке.

## Описание
Этот вид более плотно сложен, чем другие капуцины, шерсть более грубая, хвост короче и толще. На передней и верхней части головы два расходящихся хохолка. Шерсть коричневато-серая, брюхо светлее, чем остальное тело. Конечности тёмные. Хвост хватательного типа, может использоваться в качестве дополнительной конечности.
Длина тела от 32 до 57 см, длина хвоста от 38 до 56 см, вес взрослого животного от 1,9 до 4,8 кг. Самцы обычно больше и тяжелее самок.

## Распространение
Встречается на севере амазонских джунглей в Гайане, Венесуэле и Бразилии и к западу от Риу-Негру до реки Ориноко на севере. Также встречается в восточной Колумбии, Эквадоре и Перу. Интродуцирован человеком на острове Тринидад. Населяет различные виды лесов, предпочитая тропические дождевые леса.
Ареал пересекается с ареалом белолобого капуцина.

## Образ жизни
Дневное животное, большую часть времени проводит на деревьях. Иногда спускается на землю в поисках пищи или для того, чтобы перейти на соседнее дерево.
Образует группы от двух до двадцати животных. В группе по меньшей мере один взрослый самец, однако в некоторых группах может быть несколько самцов. В этом случае один из самцов является доминантным. В случае нехватки еды доминантный самец обладает правом первоочередного доступа к пище.
Беременность длится около 180 дней, в помёте один, реже два детёныша. Новорождённый весит от 200 до 250 грамм. Детёныши путешествуют, вцепившись в спину матери. До 9 месяцев питаются молоком матери, половая зрелость наступает в возрасте семи лет.
Мочится на свои руки для привлечения полового партнёра.

## Рацион
Используют камни в качестве орудий для того, чтобы расколоть скорлупу твёрдых орехов. Помимо орехов также питается фруктами, насекомыми и их личинками, яйцами и птенцами, лягушками, ящерицами, мелкими летучими мышами.

## Классификация
Ранее все капуцины, принадлежащие сейчас роду Sapajus, были классифицированы внутри вида Cebus apella. Более поздние исследования позволили выделить несколько отдельных видов. В 2012 году на основании генетических исследований был выделен отдельный род Sapajus, куда и был помещён капуцин-фавн. Внутривидовая классификация не устоялась, ниже приводится шесть выделяемых подвидов:
- Sapajus apella apella (Linnaeus, 1758)
- Sapajus apella fatuellus (Linnaeus, 1766)
- Sapajus apella macrocephalus (Spix, 1823)
- Sapajus apella margaritae Hollister, 1914
- Sapajus apella peruanus Thomas, 1901
- Sapajus apella tocantinus Lönnberg, 1939